# Mjösund en Västersjön
Mjösund en Västersjön (Zweeds: Mjösund och Västersjön) is een småort in de gemeente Lilla Edet in het landschap Bohuslän en de provincie Västra Götalands län in Zweden. Het småort heeft 56 inwoners (2005) en een oppervlakte van 21 hectare. Eigenlijk bestaat het småort uit twee verschillende plaatsen: Västersjön en Mjösund.